# Haematopota nocens
Haematopota nocens är en tvåvingeart som beskrevs av Austen 1908. Haematopota nocens ingår i släktet Haematopota och familjen bromsar. Inga underarter finns listade i Catalogue of Life.